# Red Bull MotoGP Rookies Cup 2008
Der Red Bull MotoGP Rookies Cup 2008 war der zweite in der Geschichte des FIM-Red Bull MotoGP Rookies Cups.
Es wurden zehn Rennen bei acht Veranstaltungen ausgetragen.

## Punkteverteilung
Meister wurde derjenige Fahrer, der bis zum Saisonende die meisten Punkte in der Meisterschaft gesammelt hatte. Bei der Punkteverteilung wurden die Platzierungen im Gesamtergebnis des jeweiligen Rennens berücksichtigt. Die 15 erstplatzierten Fahrer jedes Rennens erhielten Punkte nach folgendem Schema:
Weltmeister wird derjenige Fahrer beziehungsweise der Hersteller, der bis zum Saisonende die meisten Punkte in der Weltmeisterschaft angesammelt hat. Bei der Punkteverteilung werden die Platzierungen im Gesamtergebnis des jeweiligen Rennens berücksichtigt. Die fünfzehn erstplatzierten Fahrer jedes Rennens erhalten Punkte nach folgendem Schema:
| Punkteverteilung | Punkteverteilung | Punkteverteilung | Punkteverteilung | Punkteverteilung | Punkteverteilung | Punkteverteilung | Punkteverteilung | Punkteverteilung | Punkteverteilung | Punkteverteilung | Punkteverteilung | Punkteverteilung | Punkteverteilung | Punkteverteilung | Punkteverteilung |
| ---------------- | ---------------- | ---------------- | ---------------- | ---------------- | ---------------- | ---------------- | ---------------- | ---------------- | ---------------- | ---------------- | ---------------- | ---------------- | ---------------- | ---------------- | ---------------- |
| Platz            | 1                | 2                | 3                | 4                | 5                | 6                | 7                | 8                | 9                | 10               | 11               | 12               | 13               | 14               | 15               |
| Punkte           | 25               | 20               | 16               | 13               | 11               | 10               | 9                | 8                | 7                | 6                | 5                | 4                | 3                | 2                | 1                |

In die Wertung kamen alle erzielten Resultate.

## Rennkalender
|   | Lauf | Datum      | Lauf           | Strecke                                                      | Streckenlayout |
| - | ---- | ---------- | -------------- | ------------------------------------------------------------ | -------------- |
| 1 | 1    | 29. März   | Spanien        | Circuito de Jerez (Jerez de la Frontera)                     |                |
| 1 | 2    | 30. März   | Spanien        | Circuito de Jerez (Jerez de la Frontera)                     |                |
| 2 | –    | 12. April  | Portugal       | Circuito do Estoril (Estoril)                                |                |
| 3 | –    | 17. Mai    | Frankreich     | Circuit Bugatti (Le Mans)                                    |                |
| 4 | –    | 31. Mai    | Italien        | Autodromo Internazionale del Mugello (Scarperia e San Piero) |                |
| 5 | –    | 21. Juni   | Großbritannien | Donington Park (Castle Donington)                            |                |
| 6 | –    | 28. Juni   | Niederlande    | TT Circuit Assen (Assen)                                     |                |
| 7 | –    | 12. Juli   | Deutschland    | Sachsenring (Hohenstein-Ernstthal)                           |                |
| 8 | 1    | 16. August | Tschechien     | Automotodrom Brno (Brünn)                                    |                |
| 8 | 2    | 17. August | Tschechien     | Automotodrom Brno (Brünn)                                    |                |

## Rennergebnisse
|   | Lauf | Datum  | Rennen         | Strecke     | Platz 1          | Platz 2          | Platz 3          | Pole-Position    | Schn. Rennrunde      | Gesamtführender Fahrer |
| - | ---- | ------ | -------------- | ----------- | ---------------- | ---------------- | ---------------- | ---------------- | -------------------- | ---------------------- |
| 1 | 1    | 29.03. | Spanien        | Jerez       | Luis Salom       | J. D. Beach      | Deane Brown      | Luis Salom       | Daijiro Hiura        | Luis Salom             |
| 1 | 2    | 30.03. | Spanien        | Jerez       | Luis Salom       | J. D. Beach      | Deane Brown      | Luis Salom       | Nelson Major         | Luis Salom             |
| 2 | –    | 12.04. | Portugal       | Estoril     | Daijiro Hiura    | J. D. Beach      | Sturla Fagerhaug | Daijiro Hiura    | Daijiro Hiura        | Luis Salom             |
| 3 | –    | 17.05. | Frankreich     | Le Mans     | Luis Salom       | J. D. Beach      | Nelson Major     | Luis Salom       | J. D. Beach          | Luis Salom             |
| 4 | –    | 31.05. | Italien        | Mugello     | Luis Salom       | J. D. Beach      | Daijiro Hiura    | Péter Sebestyén  | Luis Salom           | Luis Salom             |
| 5 | –    | 21.06. | Großbritannien | Donington   | Miguel Oliveira  | Sturla Fagerhaug | Mathew Scholtz   | Daijiro Hiura    | Sturla Fagerhaug     | Luis Salom             |
| 6 | –    | 28.06. | Niederlande    | Assen       | Miguel Oliveira  | Sturla Fagerhaug | Matthew Hoyle    | Sturla Fagerhaug | Miguel Oliveira      | Luis Salom             |
| 7 | –    | 12.07. | Deutschland    | Sachsenring | J. D. Beach      | Daijiro Hiura    | Matthew Hoyle    | Luis Salom       | Daniel Kartheininger | J. D. Beach            |
| 8 | 1    | 16.08. | Tschechien     | Brünn       | Mathew Scholtz   | Sturla Fagerhaug | Matthew Hoyle    | Mathew Scholtz   | Nico Thöni           | J. D. Beach            |
| 8 | 2    | 17.08. | Tschechien     | Brünn       | Sturla Fagerhaug | Matthew Hoyle    | Luis Salom       | Mathew Scholtz   | Matthew Hoyle        | J. D. Beach            |

## Fahrerwertung
| Pos. | Fahrer               | Spanien | Spanien | Portugal | Frankreich | Italien | Vereinigtes Konigreich | Niederlande | Deutschland | Tschechien | Tschechien | Gesamt |
| Pos. | Fahrer               | L1      | L2      | Portugal | Frankreich | Italien | Vereinigtes Konigreich | Niederlande | Deutschland | L1         | L2         | Gesamt |
| ---- | -------------------- | ------- | ------- | -------- | ---------- | ------- | ---------------------- | ----------- | ----------- | ---------- | ---------- | ------ |
| 1    | J. D. Beach          | 2       | 2       | 2        | 2          | 2       | 5                      | 8           | 1           | 11         | NC         | 149    |
| 2    | Luis Salom           | 1       | 1       | 4        | 1          | 1       | 9                      | 7           | NC          | NC         | 3          | 145    |
| 3    | Sturla Fagerhaug     | 7       | 4       | 3        | 6          | 7       | 2                      | 2           | NC          | 2          | 1          | 142    |
| 4    | Daijiro Hiura        | 5       | 5       | 1        |            | 3       | NC                     | 4           | 2           | 12         | 8          | 108    |
| 5    | Nelson Major         | 4       | 6       | 5        | 3          | 11      | 4                      | NC          | 5           | 18         | 4          | 92     |
| 6    | Mathew Scholtz       | NC      | 10      | 11       | 8          | 9       | 3                      | NC          | 6           | 1          | 7          | 86     |
| 7    | Matthew Hoyle        | NC      | 14      | NC       | 15         | 10      |                        | 3           | 3           | 3          | 2          | 77     |
| 8    | Daniel Ruiz          | 6       | 7       | 10       | 7          | 4       | 13                     | 6           | NC          | 21         | 13         | 63     |
| 9    | Jakub Kornfeil       | 8       | 9       | 19       | 9          | 6       | 7                      | 10          | NC          | 10         | 6          | 63     |
| 10   | Florian Marino       | 11      | 13      | 13       | 5          | 19      | NC                     | 5           | 7           | 7          | 5          | 62     |
| 11   | Markus Reiterberger  | 9       | 8       | 9        | NC         | 8       | 12                     | 12          | 10          | 6          | 9          | 61     |
| 12   | Miguel Oliveira      |         |         | 8        |            |         | 1                      | 1           |             |            |            | 58     |
| 13   | Daniel Kartheininger | 14      | 17      | 7        | 4          | 5       | NC                     | NC          | 4           | 8          | NC         | 56     |
| 14   | Deane Brown          | 3       | 3       | 6        |            |         |                        |             |             | 4          | NC         | 55     |
| 15   | Péter Sebestyén      | 15      | 15      | 17       | 11         | NC      | 6                      | 16          | 8           | 13         | NC         | 28     |
| 16   | Cristian Trabalon    | NC      | 11      | 15       | 10         | 16      |                        | 9           | 9           |            |            | 26     |
| 17   | Yuga Yokoo           | NC      | 18      | 14       | 14         | 13      | 8                      | 14          | NC          | 9          | 19         | 24     |
| 18   | Kevin Calia          | 13      | 19      | 12       |            | NC      | 10                     | 17          | 11          | NC         | 10         | 24     |
| 19   | Adam Blacklock       | 12      | 12      | 16       | 12         | 15      | NC                     | 19          | 14          | 14         | 12         | 21     |
| 20   | Nico Thöni           |         |         |          |            |         |                        | 15          | 12          | 5          | 14         | 18     |
| 21   | Alessio Cappella     |         |         |          |            | 18      | 11                     | 13          | NC          | 19         | 11         | 13     |
| 22   | Joshua Elliott       | 10      | 16      | NC       | NC         | 12      | NC                     | 18          | NC          | 17         | 15         | 11     |
| 23   | Dylan Mavin          | NC      |         |          | NC         | 14      | NC                     | 11          | 16          | 20         | 16         | 7      |
| 24   | Harry Stafford       | 16      | 20      | 18       | 16         | 17      | NC                     | 20          | 13          | 15         | 17         | 4      |
| 25   | Quentin Jacquet      |         |         |          | 13         |         |                        |             |             |            |            | 3      |
| 26   | Niklas Ajo           |         |         |          |            | 20      | NC                     | NC          | 15          | 16         | 18         | 1      |
| 27   | Ben McConnachie      |         |         |          | 17         | 21      | NC                     |             |             |            |            | 0      |

| Farbe         | Bedeutung                               |
| ------------- | --------------------------------------- |
| Gold          | Sieger                                  |
| Silber        | 2. Platz                                |
| Bronze        | 3. Platz                                |
| Grün          | Platzierung in den Punkten              |
| Blau          | Klassifiziert außerhalb der Punkteränge |
| Violett       | Rennen nicht beendet (DNF)              |
| Violett       | nicht klassifiziert (NC)                |
| Rot           | nicht qualifiziert (DNQ)                |
| Schwarz       | disqualifiziert (DSQ)                   |
| Weiß          | nicht am Start (DNS)                    |
| Weiß          | zurückgezogen (WD)                      |
| Weiß          | Rennen abgesagt (C)                     |
| ohne Farbe    | nicht am Training teilgenommen (DNP)    |
| ohne Farbe    | verletzt oder krank (INJ)               |
| ohne Farbe    | ausgeschlossen (EX)                     |
| ohne Farbe    | nicht erschienen (DNA)                  |
| fett          | Pole-Position                           |
| kursiv        | Schnellste Rennrunde                    |
| unterstrichen | WM-Führung                              |
| hochgestellt  | Platzierung im Sprintrennen             |